# Vulcanella orthotriaena
Vulcanella orthotriaena är en svampdjursart som först beskrevs av Claude Lévi 1983.  Vulcanella orthotriaena ingår i släktet Vulcanella och familjen Pachastrellidae.
Artens utbredningsområde är havet kring Nya Kaledonien. Inga underarter finns listade i Catalogue of Life.